# Első germán hangeltolódás
Az első germán hangeltolódás törvénye (Erste Lautverschiebung) a germán nyelvek és más indoeurópai nyelvágak mássalhangzói közötti összefüggés elmélete, leírja a proto-indoeurópai mássalhangzók fejlődését a germán alapnyelvben (a mai germán nyelvek közös ősében). Fontos hangsúlyozni, hogy az „első” jelző nem a hangeltolódás, hanem a felfedezése elsőségére utal.
Ez volt a legkorábban felfedezett jelentősebb hangeltolódás. Felfedezése fordulópontot jelentett a történeti nyelvészet fejlődésében, lehetővé téve a nyelvészeti kutatásban a szigorú módszertan bevezetését. Több tudós nevéhez is kötődik: Friedrich von Schlegel 1806-os és Rasmus Rask pedig 1818-as eredményei nyomán Jacob Grimm, a mesegyűjtő Grimm fivérek idősebbike dolgozta ki és publikálta 1822-ben megjelent Deutsche Grammatik (Német nyelvtan) című könyvében, ezért Grimm első törvényeként is említik.
A mai feltételezés szerint a hangeltolódás a Krisztus előtti első évezredben, három egymást követő lépésben zajlott le:
1. A proto-indoeurópai zöngétlen zárhangok zöngétlen réshangokká alakultak.
2. A proto-indoeurópai zöngés zárhangok zöngétlenedtek.
3. A proto-indoeurópai zöngés hehezetes zárhangok elhagyták a hehezetet és egyszerű zöngés zárhangokká alakultak.

## Példák
| lépés | váltás  | Germán (módosult) példák | Nem germán (módosulatlan) megfelelők                                                               |
| ----- | ------- | --- | -------------------------------------------------------------------------------------------------- |
| 1.    | *p→f    | Apa: gót fadar, angol father (óangol fæder), német Vater (ófelnémet fater), alnémet Vadder, holland vader, izlandi faðir, dán, svéd fader (a v-t több germán nyelv f-nek ejti) | latin pater, görög πατήρ (patér), szanszkrit pitár, oszk patir, tokhár pācar, pācer                |
| 1.    | *p→f    | Láb: angol foot, holland voet, német Fuß, gót fōtus, izlandi fótur, dán fod, norvég, svéd fot                                                                                  | görög πούς (pusz), latin pēs, szanszkrit: पाद (pāda) litván pėda                                    |
| 1.    | *t→þ    | Harmadik: angol third, ófelnémet thritto, gót þridja, izlandi þriðji | görög τρίτος (tritosz), latin tertius, gél treas litván trys                                       |
| 1.    | *k→h    | Kutya: angol hound, holland hond, német Hund, gót hunds, izlandi, feröeri hundur, dán, norvég, svéd hund                                                                       | görög κύων (küón), latin canis, gél cú                                                             |
| 1.    | *kʷ→hw  | Mi? (kérdő névmás): angol what, gót ƕa, holland wat, izlandi hvað, dán hvad | latin quod, gél ciod                                                                               |
| 2.    | *b→p    | Bot: angol peg, német Pegel | latin baculum                                                                                      |
| 2.    | *d→t    | Tíz: angol ten (óangol tīen), holland tien, gót taíhun, német zehn (ófelnémet tehan), izlandi tíu, dán, norvég ti, svéd tio                                                    | latin decem, görög δέκα (deka), szanszkrit daśa, ószláv desętǐ, gall deg, gél deich, litván dešimt |
| 2.    | *g→k    | Hideg: angol cold, holland koud, német kalt, izlandi kaldur, dán kold, svéd kall                                                                                               | latin gelū                                                                                         |
| 2.    | *gʷ→kw  | Gyors: angol quick, gót qius, izlandi kvikur | latin vivus „élő”, görög βίος (biosz) „élet”, gél beò „élő”, litván gyvas, guvus                   |
| 3.    | *bʰ→b   | Fivér: angol brother, holland broeder, német Bruder, gót broþar, izlandi bróðir, dán, svéd broder (a magyar bátya szó vitatott eredetű)                                        | görög φρατήρ (phratér), szanszkrit: भ्राता (bhrātā) litván brolis                                     |
| 3.    | *dʰ→d   | Ajtó: angol door, fríz doar, holland deur, gót daúr, izlandi dyr, dán, norvég dør, svéd dörr                                                                                   | görög θύρα (thüra)                                                                                 |
| 3.    | *gʰ→g   | Lúd: angol goose, fríz goes, holland gans, német Gans, izlandi gæs, feröeri gás, dán, norvég, svéd gås (vö. magyar gúnár szó a németből)                                       | görög χήν (khén)                                                                                   |
| 3.    | *gʷʰ→gw | | |

Ez rendkívül szabályos. Mindegyik lépés egyetlen változást takar, amely egyaránt kihat az ajakhangokra (p, b, bʰ, f) és a megfelelő foghangokra (t, d, dʰ, þ), utó-szájpadláshangokra (k, g, gʰ, h) és ajak-utószájpadláshangokra (kʷ, gʷ, gʷʰ, hw). Az első lépés a nyelv hangrendszerét zöngétlen zárhangok nélkül hagyta, a második betöltötte ezt az űrt, de csinált egy másikat, és így tovább, amíg véget nem ért a hangeltolódás. Ezzel nyomon követhető a szóátadás iránya az írásbeliség elterjedése előtti időkből.

## Kivételek
A zöngétlen zárhangok nem alakultak réshangokká, ha előttük *s állt.
|      | Germán nyelvekben                                                         | Nem germán nyelvekben |
| ---- | ------------------------------------------------------------------------- | --------------------- |
| *sp  | Köp: angol spew, gót speiwan, holland spuien                              | latin spuēre          |
| *st  | Áll: angol stand, holland staan, német stehen, izlandi standa, norvég stå | latin stāre           |
| *sk  |                                                                           |                       |
| *skʷ |                                                                           |                       |

A *t ugyancsak változatlan maradt *p, *k és *kʷ után is, ilyenkor azonban éppen a megelőző hang vált réshanggá.
|            | Germán nyelvekben                                        | Nem germán nyelvekben         |
| ---------- | -------------------------------------------------------- | ----------------------------- |
| *pt→ft     | Tolvaj: gót hliftus                                      | görög κλέπτης (kleptész)      |
| *kt→ht     | Nyolc: angol eight, holland, fríz, német acht, gót ahtáu | görög οκτώ (októ), latin octō |
| *kʷt→h(w)t |                                                          |                               |

Hasonló hangeltolódások természetesen az indo-európai nyelvcsalád más ágaiban is végbementek (és végbemennek). A germán szókezdő *b (hoz: angol bear) összefügg a latin *f-fel (fero), a görög *ph-val (φέρω pheró), a szanszkrit *bh-val (bhárati), a szláv, balti és kelta ágban pedig szintén *b-t találunk (брать braty, berim, beriu). A germán szókezdő *f (hal: angol fish) megfelelője a többi nyelvágban *p (latin piscus, szláv пескарь peszkar), a keltában pedig eltűnt ez a szókezdő hang (gél iasc).

## Hangtörvényekkel szembeni ellenvetések
A szabályos hangváltozások nem minden esetben érvényesülnek. A fent ábrázolt rendkívüli szabályosság úgy áll elő, hogy a vélelmezett szabálynak ellentmondó szóalakok nem kerülnek bele az összehasonlításba. Például a „csomag” jelentésű szavak az indoeurópai nyelvekben:
- germanobaltoszláv csoport: pack (angol, német), pak (középangol, középalnémet, holland), pakke (norvég, dán), packa (svéd), pakiet (lengyel), pakk (észt), iepakot (lett), paketas (litván), pakiranje (horvát), balík (cseh), pakirati (szlovén), паковање (szerb), пакет (ukrán, orosz, belorusz), печондан (tadzsik)
- latin nyelvek: paquet (francia), paquette (spanyol, galíciai), pacchetto (olasz), pacote (portugál)
- agrar: πακέτο (paketo, görög), փաթեթ (patet, örmény), ফেটি (phéti, bengáli), પોટલું (potalum, gudzsaráti), बोझ (bojh, hindi), ਪੁਲਿੰਦਾ (puida, pandzsábi)
- más nyelvcsaládok: ಪಿಂಡಿ (pindi, kannada), pakata (finn), bog (ótörök), багц (mongol)

A fenti nyelvek közül tehát kizárólag a hindi nyelv őrizte meg a PIE alap hangot, ami a *bhaskis PIE-rekonstrukció is mutat. Ezt a szanszkrit badhnaat felhasználásával rekonstruálták. Ezzel szemben az összes altaji nyelvben a feltételezett PIE-alapnyelvi hang található meg.
A hangtörvények és a nyelvcsaládok fogalma ma alapvető, definitív részét képezik a nyelvtörténetnek, ezért ennek kritikája tulajdonképpen a teljes mai történeti nyelvészet kritikája is.
Egy további példa a B-P-F átmenethez: latin LAB-i (=siklik), gót HLAUP-an (=fut), ófelnémet LOUF-an (=fut). E sorozatban azonban a hangtörvényeken felül a gót alak tűnik a legrégebbinek, míg a latin a legújabbnak. A gót alak szókezdő H hangzója mindkét másikból hiányzik (és azokból inkább lekopott, mint fordítva, és az ófelnémetben nem alakult át G-vé), de a latin a legredukáltabb alak, ahonnan az U magánhangzó is kiesett.
A hangtörvényekkel szemben megfogalmazott érvek szerint Jacob Grimm azért találhatott ilyen összefüggéseket, mert a nyelvekben egy időben létező szóbokrok a mássalhangzóváz különböző változataival fejeznek ki apró jelentésbeli különbözőségeket, ezért az egymástól alig eltérő hangzóvázak a nyelv fejlődésének minden állomásában állandóan jelen vannak. Azaz a mássalhangzó-vázakban a grimmi feltételezésnek engedelmeskedő hangzóváltások az értelmi finomítások nyelvi eszközei, nem pedig önmagukban való, időben ható, egzakt nyelvfejlődési elemek. A latin, gót, ófelnémet és német nyelvben a „van neki”, „bír valamivel” fogalmat egyaránt a HAB szótővel fejezik ki (sorban HAB-eo, HAB-an, HAB-en, HAB-en), ennek ellenére – mivel itt a hangtörvényt nehéz lenne magyarázni – a HAB szótövet a latin CAP-io (=kap, megfog) szóból származtatják a habeo figyelmen kívül hagyásával.
A törvényszerűségeket mutató szóváltozások ebben az értelmezésben az egykorú szókészletekből önkényesen kiválogatott változatok, amelyek alkalmasak a hangtörvényes nyelvtörténetbe illesztésre. Ami nem alkalmas erre, azt véletlennek, vagy átvételnek minősítik. A latin labi szó jelentésben csak érintőlegesen kapcsolódik a futáshoz, de csak ez illeszthető az elméletbe. Az ehhez hasonló felületes egyezéseket szokták „délibábos nyelvészkedésnek” nevezni, ha az nem az elfogadott modellbe illeszkedik.
A hangtörvényeket kritizáló nézetek némelyike, pl. Götz László elmélete Nyikolaj Trubeckoj areális nyelvkiegyenlítődési elméletéből, illetve Trubeckoj nyelvi alapegységeinek változatlanságából (lassú változásából) próbálja felépíteni a nyelvtörténetet.